# Ctenophthalmus peregrinus
Ctenophthalmus peregrinus är en loppart som beskrevs av Beaucournu et Sountsov 1998. Ctenophthalmus peregrinus ingår i släktet Ctenophthalmus och familjen mullvadsloppor. Inga underarter finns listade i Catalogue of Life.